# Les Aventures du chat Léopold
Les Aventures du chat Léopold (Кот Леопольд) est une série d'animation soviétique en 11 épisodes de 10 minutes, réalisée par Anatoliy Reznikov et G. Saraeva, diffusée de 1975 à 1987.
En France, la série a été télédiffusée pour la première fois en 1986 sur Antenne 2 dans l’émission Récré A2. Elle a été rediffusée en 1989 sur Antenne 2 dans Calin Matin.

## Synopsis
Dans une maison à côté d'un café et d'un atelier, vit Léopold, un chat roux très civilisé et courtois, intelligent et inoffensif. Il porte toujours un nœud papillon, même quand il nage. Pacifique, Léopold cherche toujours à faire le bien autour de lui. Tout au long de la série, il tente de  se lier d'amitié avec deux souris espiègles et taquines, une petite blanche et une grosse grise, qui tentent de rendre la vie de Léopold misérable. Mais elles se repentent toujours à la fin de chaque épisode.
La phrase fétiche de Léopold est toujours : « Les gars, essayons de vivre en harmonie » (en russe : Ребята, давайте жить дружно) ; ce slogan est depuis passé dans le langage courant des Russes quand on souhaite pacifier une situation tendue.

## Épisodes
- La Revanche de Léopold - (Месть кота Леопольда)
- Léopold et le poisson en or - (Леопольд и золотая рыбка)
- Le Trésor de Léopold - (Клад кота Леопольда)
- La Télévision de Léopold - (Телевизор кота Леопольда)
- La Promenade de Léopold - (Прогулка кота Леопольда)
- L'Anniversaire de Léopold - (День рождения кота Леопольда)
- L’Été de Léopold - (Лето кота Леопольда)
- Léopold entre rêve et réalité - (Кот Леопольд во сне и наяву)
- L'Interview de Léopold - (Интервью с котом Лепольдом)
- Léopold chez le dentiste - (Поликлиника кота Леопольда)
- La Voiture de Léopold - (Автомобиль кота Леопольда)

## Voix originales
- Andreï Mironov
- Guennadi Khazanov
- Aleksandr Kaliaguine

## Commentaire
Dans les années 1970 et 1980, la télévision française a diffusé plusieurs productions en provenance de ce qu'on appelait alors, du temps du communisme, les pays de l'Est. Parmi les dessins animés figuraient notamment : 
- Professeur Balthazar (Croatie)
- L’Oiseau et le Vermisseau (Croatie)
- Bolek et Lolek (Pologne)
- Reksio (Pologne)
- Le Petit Chien (Roumanie)
- Aventures sous-marines (Roumanie)
- Attends un peu ! (ex-URSS)
- Barnabulle ou aventures sous-marines (Hongrie)

etc.